# Saras Dewi
Saras Dewi (nacida el 16 de septiembre de 1983) es una cantante indonesia. Ella nació y se crio en Bali, además tiene descendencia hindú.

## Biografía
Saras Dewi nació el 16 de septiembre de 1983 en Denpasar, Bali. Ella ha terminado su S2 en la carrera de Filosofía realizando una Tesis en la Universidad de Indonesia. Trabajó como profesora djunto de Filosofía en la IU desde 2006, enseña filosofía oriental. Además es columnista en diversos medios, incluyendo los medios de comunicación de Indonesia. También ha escrito temas sociales, culturales y políticos. Además, a menudo envío poemas y que ha sido publicado por los medios de comunicación.
Ha publicado dos libros, en la primera colección de poesía es la literatura de dengann titulado â € ~ La vida Putihâ € ™ en 2004, mientras que el segundo libro es de no ficción sobre Derechos Humanos, publicado en 2006 en la cooperación con la Unión Europea.
En 2002 lanzó un álbum cantando con Star Records, como â € ~ € ™ violeta Balia y el título del álbum "Chrysan". Fue nominada para IAM (Anugerah Musik Indonesia) en la categoría de Mejor Baladista y mejor single o tema musical.

## Discografía
- Chrysan, single "Lembayung Bali" (2002), Bintang Record

- Datos: Q5856346